# Mühlenfließ
Mühlenfließ is een gemeente in de Duitse deelstaat Brandenburg, en maakt deel uit van het Amt Niemegk in de Landkreis Potsdam-Mittelmark.
Mühlenfließ telt 897 inwoners.

## Indeling van de gemeente

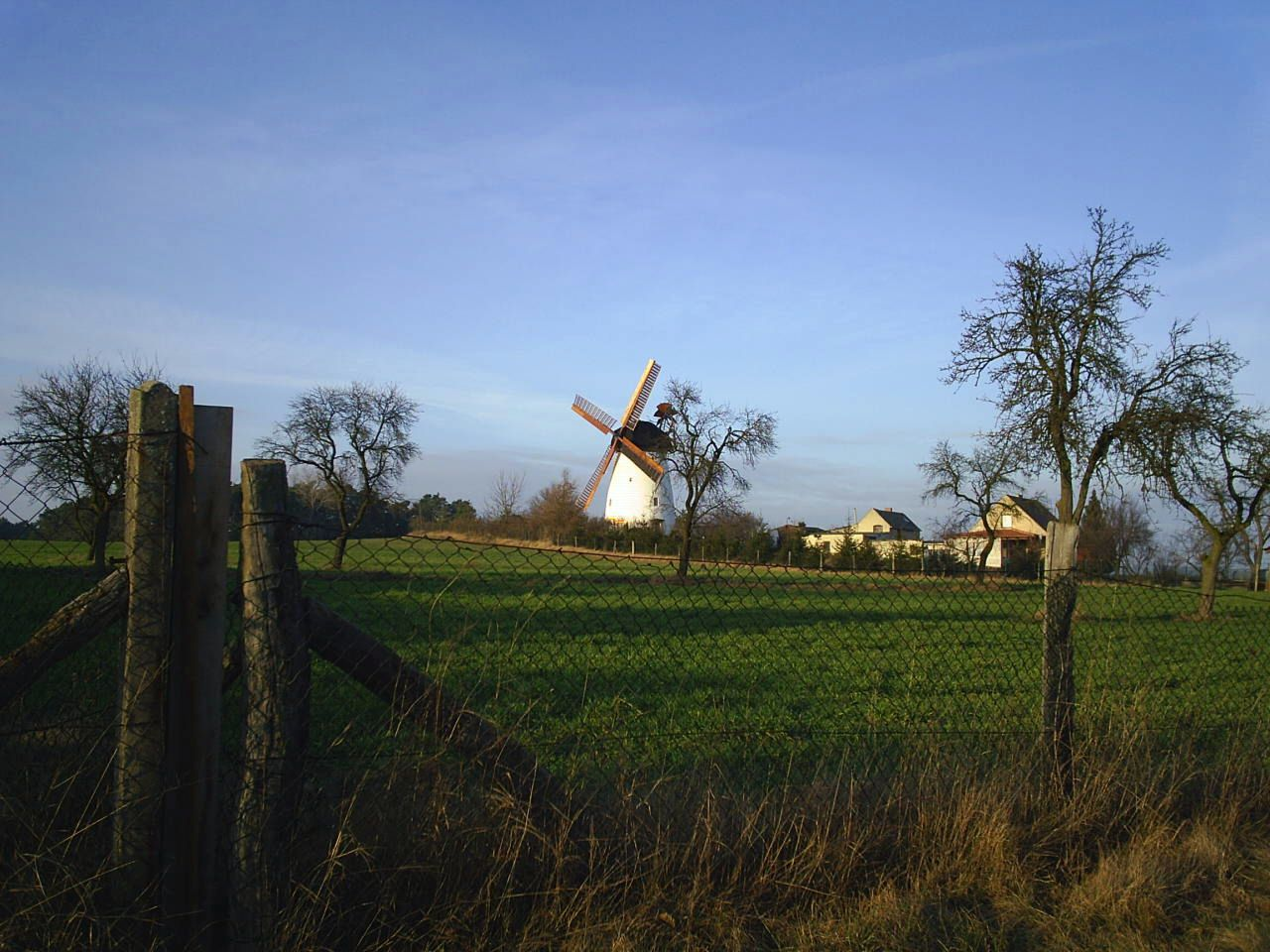
Windmolen bij Haseloff

Mühlenfließ bestaat uit 4 Ortsteile:
- Haseloff-Grabow, incl. de gehuchten Haseloff en Grabow
- Nichel
- Niederwerbig, incl. het gehucht Jeserig
- Schlalach.

Ten oosten van de gemeente ligt o.a. Treuenbrietzen.

## Geschiedenis
Dichtbij Nichel werden in april 1945, in de nadagen van de Tweede Wereldoorlog, meer dan 120 Italiaanse krijgsgevangenen door Duitse troepen vermoord. Zie onder Treuenbrietzen.
Bad Belzig ·
Beelitz ·
Beetzsee ·
Beetzseeheide ·
Bensdorf ·
Borkheide ·
Borkwalde ·
Brück ·
Buckautal ·
Golzow ·
Görzke ·
Gräben ·
Groß Kreutz (Havel) ·
Havelsee ·
Kleinmachnow ·
Kloster Lehnin ·
Linthe ·
Michendorf ·
Mühlenfließ ·
Niemegk ·
Nuthetal ·
Päwesin ·
Planebruch ·
Planetal ·
Rabenstein/Fläming ·
Rosenau ·
Roskow ·
Schwielowsee ·
Seddiner See ·
Stahnsdorf ·
Teltow ·
Treuenbrietzen ·
Wenzlow ·
Werder (Havel) ·
Wiesenburg/Mark ·
Wollin ·
Wusterwitz ·
Ziesar